# Fulvio Pellegrino Morato
Fulvio Pellegrino Morato, cognome originario Moreto o Moretto (Mantova, 1483 circa – Ferrara, 1548), è stato un umanista italiano, marito di Lucrezia Gozzi e padre di Olimpia Morata, visse a Ferrara presso gli Este.

## Biografia
Invitato dai maggiorenti della Scuola Pubblica di Vicenza, gli fu affidata una cattedra in questa città dal 1532 al 1539. A partire dal 1536 venne sorvegliato dalle autorità cittadine, perché sospettato di diffondere le idee luterane, cui era stato iniziato a Ferrara dalla duchessa Renata d'Este. Forse per queste accuse, ma senza essere molestato dai vicentini - buona parte della nobiltà professava le stesse idee - cessò dal suo incarico tre anni dopo.
Degno di nota fra le sue opere il Rimario di tutte le cadentie di Dante e Petrarca del 1528, considerato il primo rimario italiano.